# 쓰핑성
쓰핑성(중국어: 四平省, 병음: Sìpíng, 한국어: 사평성)은 만주국의 성이다. 약칭은 쓰(四)이다. 1941년 7월, 만주국 정부는 쓰핑성을 설치하였고, 1945년 8월, 만주국이 해체되면서 자연 소멸하였다. 오늘날 랴오닝성(辽宁省)의 북부와 지린성(吉林省)의 남부에 해당한다.

## 역사
1941년(강덕 8년) 7월 1일, 펑텐성(奉天省)의 쓰핑제시(四平街市), 리수현(梨树县), 시안현(西安县), 둥펑현(东丰县), 시펑현(西丰县), 하이룽현(海龙县), 카이위안현(开原县), 창투현(昌图县), 솽랴오현(双辽县)과 지린성의 창링현(长岭县)으로 새로이 쓰핑성을 설치하였다. 성공서(省公署)는 성을 설치하면서 쓰핑제시(四平街市)를 개명하여 쓰핑시(四平市)에 설치하였다.

## 행정 구역
1945년 8월, 만주국 해체 직전의 행정 구역
- 쓰핑시(四平市)
- 카이위안현(开原县)
- 시펑현(西丰县)
- 둥펑현(东丰县)
- 리수현(梨树县)
- 랴오현(双辽县, 1940년(강덕 7년) 5월, 솽산현(双山县)과 랴오위안현(辽源县)을 합병하여 성립)
- 하이룽현(海龙县)
- 시안현(西安县)
- 창링현(长岭县)
- 창투현(昌图县)

## 같이 보기
- 만주국의 행정 구역